# روب أنديرس
روب أنديرس هو سياسي كندي، ولد في 1 أبريل 1972 في وينيبيغ في كندا. حزبياً، نشط في حزب المحافظين الكندي وWildrose Party ‏. وقد انتخب عضو مجلس العموم الكندي (1997 – ).